# 管弦楽のための協奏曲 (プリングスハイム)
管弦楽のための協奏曲 ハ長調 作品32（かんげんがくのためのきょうそうきょく ハちょうちょう さくひん32、Konzert für Orchester in C-dur Op. 32; Concerto for Orchestra in c-major, op. 32）は、クラウス・プリングスハイムが1934年に作曲した管弦楽曲。『管弦楽の為の協奏曲』『管弦楽用協奏曲』とも表記される。

## 作曲経緯
クラウス・プリングスハイムは来日以来、毎年夏は東京音楽学校の学生たちと新潟県の鯨波で過ごしていたが、その地で1934年に作曲されたのが『管弦楽のための協奏曲』である。東京音楽学校校長乗杉嘉壽の委嘱で、彼に献呈された。

## 初演
1935年10月13日東京音楽学校第76回定期演奏会にて初演。会場は日比谷公会堂、指揮クラウス・プリングスハイム、東京音楽学校管弦楽部による演奏で、実況中継でラジオ放送もされた。
1974年2月6日、山田一雄指揮、日本フィルハーモニー交響楽団によるプリングスハイム追悼演奏会で再演されている。

## 楽器編成
フルート3 (3番はPicc.持替)、オーボエ3 (3番はCI持替)、クラリネット3 (3番はEsｰCl持替)、バスクラリネット、ファゴット2、コントラファゴット、ホルン4、トランペット3、トロンボーン3、チューバ、ティンパニ、打楽器、ピアノ2、チェレスタ、ハープ、弦5部

## 楽譜
総譜は1935年に東京音楽学校から出版された。巻頭には作曲者から東京音楽学校校長乗杉嘉壽に宛てた献辞と序文が、3ページのドイツ語および2ページの日本語訳で付されている。献辞の日付は1935年7月。

## 楽曲
ハ長調、一楽章形式で、ソナタ形式の主題提示部、展開部、再現部に当たる3つの部分からなる。展開部に当たる第2部分は、第2主題の提示後に、その8つの変奏となっている。

曲の冒頭で提示される第1主題について、プリングスハイムは次の様に述べている。

この総譜に示された交響曲の「第1主題」は「日本的」です。つまり、日本的な、半音階のない五音音階上の音程で動いているということです。もっとも、日本古来のものというわけではありません。ですが、それは、日本に起源をもつということであり、言い換えれば、日本の大地に、日本の風土のなかに生まれたということです。日本海沿岸、鯨波に生まれたということです。わたしの作品の主題は、この景色を克明に描くためのものであって、それは、主題が、交響曲を組み立てるうえでの旋律上の主要な内容と題材となっている内容の場合と同じなのです。（序文より早崎えりな訳）
プリングスハイムはさらに翌1936年、「日本作曲家の運命的な一問題」という論考を『音楽研究』第2号に寄せ、「日本的な音楽」の問題を論じている。

## 評価
- 山根銀二は、野心的な作品だが、楽想が日本的であってもその処理過程はわかりにくく、もっと掘り下げた文化史的意味の問題が残る、と評した。（東京日日新聞 1935年10月15日）[11]
- 諸井三郎は、技巧的に面白い部分はあるが、所謂日本的五音音階主題を基調にそれを技巧的に処理したに過ぎない、と書き、それは我々の参考にこそなっても我々を先行し進路を示すものではない、と評した。（東京朝日新聞 1935年10月15日）[12]
- 田中正平はプリングスハイムの1936年の論考も読んだうえで、「プリングスハイム氏の先行に危険なきや」と題した一文を『月刊楽譜』に載せ、五音音階より採ったからといって直ちに日本旋律であると見るのは早計で、日本の旋律の内的要素を加味してもらいたかった、と評した[13]。
- 箕作秋吉は「プリングスハイム氏を駁す」を『音楽評論』に載せ、プリングスハイムが箕作の「日本的和声」に言及したことについて反論した[14]。
- ウィーンの音楽評論家パウル・A・ピスク（英語版）は、序文と総譜を見た上で、「彼は日本の音楽をバッハの精神によって我々の思想に近づけようとするのであり」、「特に注目に値するのは展開部の大フーガである。作曲者は古典的と浪漫的との対立を、この作品の中で意識的に、第一と第二主題との相違で保たんとしている」などと評した[15] (『アンブルッフ』1936年6/7月号)[16]。
- ドイツの『アルゲマイネ・ムジカリッシェ・ツァイトゥング』主筆リヒャルト・ペッツォルトは『音楽評論』に寄稿し、「何故に日本の作曲家が、欧州音楽家が200年間辿ってきた道を再び繰り返さなければならないのか。東洋の民族は西洋の科学と技術を其の文明の始めからでなく1936年から採り入れても良いではないか」と述べた[17]。
- 乗杉嘉壽は、この曲がプリングスハイムの「日本滞在の記念塔として本校に寄せられたもので、この作品に盛られた氏の精神は、氏の偉大なる業績と共に永く本校に生きるであろう」と書いた[18]。
- 東京音楽学校の一学生は、プリングスハイムがこの曲において「日本音楽の進むべき道に就いて一つの方向を示され、日本的旋法の機能的和声づけの問題を一つの実際問題として示」されたとし、かつて日本作曲界の問題に対しこのような誠意ある態度を示した人はいない、と述べた[19]。
- 秋山邦晴は、ここで問題になった「日本的」という言葉と当時の音楽家たちの状況について、1978年『音楽芸術』10-12月号に「「日本的」作曲をめぐる論争」を連載し、プリングスハイムをめぐる論争も扱っている[20]。そこで秋山はプリングスハイムが日本的とした主題について、「これを「日本的」と感じる人は、おそらく少ないだろう。むしろ、中国ふうのエキゾティズムを感じたりするにちがいない」「日本の音階も中国の音階も十束ひとからげに五音音階として扱い、その三和音的な処理で「日本的」作曲のひとつをこころみたプリングスハイムの『管弦楽の為の協奏曲』は、日本の現実とは無関係な徒花であったといえよう」としている[21]。（この連載は秋山邦晴『昭和の作曲家たち』みすず書房2003年に再録[22]）。
- 早崎えりなは、当時の「クラウス批判」について、プリングスハイム自身の才能と性格の問題、当時の音楽界のレベルの問題、官学派と在野音楽家の間のわだかまりなどの背景があったとしたうえで、現時点（1994年）で彼の作品自体を聴けば、なにもそこまで非難しなくてもという気がする、としている[20]。

## 海外での演奏
1936年時点で総譜はヨーロッパに渡っていた。1963年にドイツのラジオで放送された記録がある。同年来日したハチャトゥリアンは、総譜をソ連へ持ち帰っている。

## 録音
- 妙音社 MYCL-00064「管弦楽のための協奏曲：プリングスハイム、三善晃、大栗裕」野平一郎（指揮）、オーケストラ・ニッポニカ. 2025[24]